# Tunel de Cañamero
Tunel de Cañamero este o arie protejată (arie specială de conservare — SAC, sit de importanță comunitară — SCI) din Spania întinsă pe o suprafață de 6,27 ha, integral pe uscat.

## Localizare
Centrul sitului Tunel de Cañamero este situat la coordonatele 39°21′36″N 5°24′19″W / 39.36°N 5.405278°V.

## Înființare
Situl Tunel de Cañamero a fost declarat sit de importanță comunitară în februarie 2004 pentru a proteja 6 specii de animale. Situl a fost protejat și ca arie specială de conservare în mai 2015.

## Biodiversitate
Situată în ecoregiunea mediteraneană, aria protejată conține 4 habitate naturale: Păduri de Quercus ilex și Quercus rotundifolia, Peșteri inaccesibile publicului, Dehesas cu Quercus spp. perene, Iazuri temporare mediteraneene.
La baza desemnării sitului se află mai multe specii protejate de  mamifere (6): liliac cu aripi lungi (Miniopterus schreibersii), liliac cărămiziu (Myotis emarginatus), liliac comun (Myotis myotis), liliacul mediteranean cu potcoavă (Rhinolophus euryale), liliacul mare cu potcoavă (Rhinolophus ferrumequinum), liliacul cu potcoavă a lui méhely (Rhinolophus mehelyi).